# Star Comics
La Edizioni Star Comics S.r.l. è una casa editrice italiana di fumetti con sede a Bosco, frazione di Perugia. Fondata nel 1987, si è specializzata inizialmente nella distribuzione in Italia di fumetti prodotti negli Stati Uniti dalla Marvel Comics e da altri editori americani, e di manga, i fumetti di origine giapponese, oltre a serie a fumetti da Paesi occidentali.

## Storia

### Antefatto
A metà degli anni ottanta la fortuna editoriale dei supereroi della Marvel Comics in Italia era in netto declino. Dopo quasi quindici anni di pubblicazione da parte della Editoriale Corno e dopo uno strepitoso successo nel decennio precedente, era rimasta una sola testata di storie inedite (L'Uomo Ragno seconda serie), che avrebbe chiuso con il n. 58 nel gennaio del 1984 con il fallimento della Editoriale Corno. Seguì un vuoto assoluto di circa quindici mesi. Nell'autunno 1985 un piccolo editore di Todi, la Labor Comics, acquisì i diritti per pubblicare due collane con fumetti Marvel: Alien (con materiale del sottomarchio Epic) e Collana Labor, con le storie tratte dalla serie Marvel Graphic Novel (vol.1). Fu proprio in quest'ultima rivista che Marco Marcello Lupoi esordì come redattore nel dicembre 1985. Nel 1986 la Labor lanciò un'altra rivista (intitolata Marvel) per presentare le serie regolari dei supereroi di Stan Lee. Iniziò con la ormai classica "Saga di Proteus", realizzata dal duo Chris Claremont/John Byrne e tratta dai numeri 123-126 della testata statunitense Uncanny X-Men. Il mensile però chiuse dopo due soli numeri, insieme alla casa editrice.

### Nascita e sviluppo

Il logo utilizzato dal 1987 al 2021

Dalle ceneri della Labor, per opera di Sergio Cavallerin e Marco Marcello Lupoi, nacque nel 1987 la Star Comics. Il duo propose a Giovanni Bovini (proprietario di una tipografia a Bosco, frazione di Perugia) la pubblicazione a basso costo dell'Uomo Ragno. La proposta piacque e il progetto partì il 6 marzo 1987, con Cavallerin come direttore responsabile e Lupoi come coordinatore editoriale. Le vendite inizialmente stentarono ma poi iniziarono a salire, fino a portare la Star in attivo e a permettere il lancio di altre testate famose come Fantastici Quattro, Gli incredibili X-Men, Capitan America e i Vendicatori, Il Punitore, oltre a serie minori e numeri speciali aperiodici.
L'avvento della Marvel Italia, che rilevò nel 1994 tutti i diritti delle testate Marvel, convinse la casa editrice a ripensare completamente il settore supereroico. La Star dovette fare a meno delle collane gestite da Lupoi, subito era passato alla nascente Marvel Italia, ma riuscì a reggere il confronto grazie al lavoro di una nuova redazione, reclutata da Ade Capone e guidata da Paolo A. Livorati, con le traduzioni di Andrea Cotta Ramusino e Valerio Lanari. In questo "nuovo corso", durato dal 1994 a tutto il 1998, la Star portò in Italia i fumetti della Image (tra cui Spawn e Gen 13) e fece conoscere anche diverse serie della Dark Horse, divenendo il tramite italiano per le due principali etichette indipendenti del panorama fumettistico statunitense. Dalla metà del 1995, vista l'eccessiva frammentazione creativa del consorzio Image, si specializzò nella sotto-etichetta WildStorm, con i personaggi ideati da Jim Lee.
Poco prima, la Star aveva deciso (sotto la guida dei Kappa boys) di affiancare alla produzione statunitense alcune nuove testate contenenti manga, ossia fumetti giapponesi. La scelta si rivelò fortunatissima perché coincise (e in parte la provocò) con un'esplosione di interesse per il fumetto giapponese in Italia. Da notare che con Dragon Ball la Star fu la prima a pubblicare in Italia un albo di manga nello stile originale di lettura, cioè con le tavole da destra a sinistra. Inoltre vennero riprese alcune famose serie rimaste incomplete a causa del fallimento della casa editrice Granata Press, quali Ranma ½ e Maison Ikkoku. Dal 1999 quello giapponese è il settore trainante della casa editrice di Perugia, che pubblica diversi titoli di questo genere fra i quali i più famosi sono Saint Seiya, One Piece, Shaman King, Detective Conan, Ken il guerriero, Le bizzarre avventure di JoJo e i già citati Dragon Ball e Ranma ½.
La Star ha pubblicato e pubblica anche fumetti italiani, tra questi vi è Lazarus Ledd, ideato da Ade Capone e da lui scritto per la quasi totalità delle circa duecento storie, di varia lunghezza, che vedono protagonista il personaggio. La serie regolare di Lazarus Ledd, iniziata come mensile nel 1993 e passata a bimestrale nel 2004, si è conclusa nel novembre 2006 con il numero 151, intitolato L'ultima battaglia. Sono tuttavia previsti due o tre volumi speciali all'anno. Dall'agosto 2004 la Star ha anche rilevato e rilanciato la serie Jonathan Steele, ideata e scritta da Federico Memola, che era stata interrotta nel luglio dello stesso anno dalla Sergio Bonelli Editore che la pubblicava originariamente.
Il settore USA chiuse nel dicembre del 1998 per vari motivi concomitanti, fra cui la cessione dei personaggi WildStorm alla DC Comics da parte di Jim Lee, una minore quantità di produzioni da parte della stessa Wildstorm e dissidi interni sulla linea editoriale.
Nel 2004 la Star Comics è comunque tornata nel settore dei fumetti statunitensi con il lancio delle riviste antologiche Star Magazine New e Star Book, sotto la supervisione di Dario Gulli. La scelta di pubblicare le due riviste nelle sole fumetterie non ha dato i risultati sperati, con la conseguente chiusura per scarse vendite nell'arco di due anni. Anche il magazine Star Fantasy supervisionato da Ade Capone ha chiuso dopo pochi numeri.
Dopo un tentativo di espandere il suo mercato con la pubblicazione di una rivista sui telefilm, la casa editrice perugina ha deciso di concentrarsi sulla pubblicazione di manga e fumetti italiani, lanciando anche nel 2007 le miniserie autoprodotte Nemrod e Khor.
Nel 2009 esce, sempre in tema di fumetti italiani, Rourke di Federico Memola.
Grazie al successo di queste serie a fumetti italiane, la Star Comics investe sempre di più su progetti italiani dal 2010 in poi, tra i quali possiamo citare Factor V, Valter Buio e Pinkerton S.A., The Secret, Dr. Morgue, Kepher e San Michele: I Sigilli della Folgore tra quelle pubblicate a partire dal 2010.
Dal lato manga, il 2009 è un anno chiave per l'editore: nei primi mesi dello stesso anno termina infatti il rapporto di collaborazione con il gruppo dei Kappa boys, consulenti e scouter di lunga data. Sebbene questa separazione sia stata motivata dall'editore citando una "divergenza di obiettivi", i Kappa boys non si sono mai pronunciati direttamente ma hanno lasciato intendere, senza scendere nei dettagli, che vi siano state probabilmente inadempienze contrattuali di qualche tipo.
Il 2013 è l'anno di esordio di Suore Ninja fumetto umoristico sceneggiato da Davide La Rosa e disegnato da Vanessa Cardinale prodotto in seguito al successo ottenuto dal precedente lavoro della coppia, il volume auto-prodotto intitolato Zombie Gay in Vaticano.

Star

Astra

Da gennaio 2014 la supervisione del settore occidentale viene affidata al publishing manager Davide G.G. Caci, forte di svariate esperienze editoriali, precedenti; da settembre 2016 viene reclutato sempre come publishing manager ma per il settore manga e orientale, Cristian Posocco, reduce da un decennio alla guida di Flashbook Edizioni.
Nel febbraio 2021 la casa editrice annuncia un nuovo logo e la nascita di due etichette: Star (per i manga, affidata a Posocco) e Astra (per i fumetti occidentali, gestita da Caci).

### Periodo Mondadori (dal 2022)
Il 6 giugno 2022 viene annunciato l'acquisto da parte del gruppo Mondadori del 51% del capitale sociale della casa editrice perugina, per un valore stimato in 15 milioni di euro. L'accordo prevede che l'amministratore delegato Simone Bovini e la direttrice editoriale Claudia Bovini mantengano i rispettivi ruoli a livello gestionale così come la maggior parte del loro staff editoriale. La sede della casa editrice perugina rimane a Bosco e la Mondadori acquista anche il 100% delle Grafiche Bovini S.r.L., finora dedita alla stampa degli albi pubblicati e distribuiti dalla Star.
L'amministratore di Mondadori Antonio Porro elogia lo sviluppo e la differenziazione dei formati e dei generi di fumetti che si sono aggiunti alla continua espansione del catalogo Star. L'interesse della casa editrice milanese nell'espansione di un mercato in crescita come quello dei fumetti ha scelto quindi la casa editrice della famiglia Bovini al fine di inserirsi con maggior forza ed esperienza editoriale all'interno di una realtà editoriale ormai fondamentale non solo per le edicole ma che copre la distribuzione nelle librerie e fumetterie, diffusissime nel Paese. Porro ha ufficialmente affermato che: «Il segmento dei comics ha rappresentato, negli ultimi anni, un importante elemento di sviluppo per l'intera filiera del libro, grazie anche al significativo tasso d'innovazione dell'offerta che lo caratterizza e ad una straordinaria capacità di coinvolgere nuovi lettori». Per Star Comics, tramite dichiarazioni ufficiali di Claudia Bovini, l'occasione di unirsi al principale gruppo editoriale in Italia apre una nuova strada per l'affermazione del fumetto come prodotto culturale di massa al pari di quanto è già successo da tempo in altri paesi europei. Una prima conseguenza a livello di vendite è quella che la Mondadori/Star Comics raggiungono oltre il 30% del mercato fumettistico nel circuito librario diventandone il primo editore italiano di questo settore. La Star Comics acquisisce così una posizione di leadership in all'interno delle librerie che rappresentano quei punti vendita per i fumetti in maggior espansione a livello internazionale negli anni duemila e venti. Arriva quindi a posizionarsi davanti ad altre realtà editoriali quali Sergio Bonelli Editori, Edizioni BD e Panini Comics. Si tratta di una mossa strategica lungimirante che guarda a quanto sta accadendo al Mercato Diretto nel paese di riferimento per il fumetto occidentale, ovvero gli Stati Uniti. Qui il 2021 ha rappresentato l'anno migliore di sempre quanto riguarda le vendite dei fumetti arrivando ad avere degli introiti complessivi di oltre 2 miliardi di dollari e questa classifica permane (almeno considerando le vendite a partire dagli anni cinquanta) anche tenendo conto dell'inflazione. Vi è stato lo strabiliante aumento delle vendite del 62% rispetto al 2020 e del 70% rispetto al 2019. Il mercato librario è stato protagonista di questa cavalcata divenendo il settore leader con un miliardo e 165 milioni di dollari di incassi. Le fumetterie, un tempo principale canale di vendita (in epoca moderna, dal 1992 in poi) sono al secondo posto con circa 700 milioni dollari di venduto, al terzo troviamo i fumetti digitali (anch'essi in crescita) con 170 milioni di dollari mentre nei restanti canali (quali per esempio le edicole e drugstore) si totalizza solo 35 milioni di dollari.
Il 5 settembre 2023 Star Comics annuncia di essere il nuovo editore italiano delle opere di Frank Miller.
Il 3 marzo 2025 la quota di partecipazione di Mondadori sale al 75,5%.